# Viscum tsaratananense
Viscum tsaratananense är en sandelträdsväxtart som beskrevs av Paul Lecomte. Viscum tsaratananense ingår i släktet mistlar, och familjen sandelträdsväxter. Inga underarter finns listade i Catalogue of Life.